# Вуковића језеро
Вуковића језеро (хрв. Вуковића врило), извор код засеока Вуковићâ у општини Цивљане. Једно је од највећих извора ријеке Цетине. Вуковића језеро је најзападнији од трију великих (Вуковића врило, Батића врило, Велико врило). Један је од сталних извора ријеке Цетине. Из њега се питком водом опскрбљује локално становништво.

## Особине
Цетина извире на сјеверозападним падинама планине Динара и улива се у Јадранско море, као најдужа ријека у Далмацији. Врела Цетине обухватају изворе реке Цетине - има их бар седам, а истичу се три велика - Вуковића врило, Батића врило, и Велико врило, познато и као Главаш.
Као и сви извори Цетине, заштићен је као хидролошки споменик природе од 1972. године. С осталим изворима чини чини цјелину Врела Цетине, површине 29,81 хектара. Овај низ кршких врјела облковао се је уз руб Пашког поља подно Динаре. Настала су на контакту непропусних лапора у пољу и водонепропусних вапненаца околне заравни. Узлазне су врсте. Бистра су и модрозелене боје. На површини је попут језерца, а у ствари је спелеолошки објект. Улаз у њу је димензија 10 x 10 метара. 2010. године забиљежено је загађење крупним комуналним отпадом.
Велико језеро је језерски извор (лимнокрени) и узлазни извор, што је особина многих хрватских кршких ријека. Језеро ствара вода која преко уског сифона надире из подземља унаточ гравитацији. Оваква врјела често су врло дубока. Будући да вода у њих непрекидно дотјече, а из њега полако истјече, на површини није одмах ријека, него језеро. Због бистрине модрозелене су односно тиркизне боје, што долази од бјелине пијеска или стијена. Овакви извори још се називају воклишког типа, према Фонтејн-де-Воклеусу у Француској. Често настају на мјестима расједних плоча гдје је подземна вода под хидростатским притиском који ју тјера на површину.

## Историја
У близини извора ријеке Цетине, налази се Нова Црква Вазнесења Господњег. Око старе цркве се воде полемике да ли то српска или хрватска средњовјековна црква што је учинило да је у току рата деведесетих година не сруши ни једна, ни друга страна.
Ова ријека је према писању византијског цара Константина Порфирогенита (913—959), у раном средњем вијеку чинила границу између Срба и Хрвата.